# 22402 Goshi
22402 Goshi è un asteroide della fascia principale. Scoperto nel 1995, presenta un'orbita caratterizzata da un semiasse maggiore pari a 2,1866474 UA e da un'eccentricità di 0,1264124, inclinata di 3,53500° rispetto all'eclittica.